# Gordon Harris (cầu thủ bóng đá, sinh năm 1940)
Gordon Harris (2 tháng 6 năm 1940 – 10 tháng 2 năm 2014) là một cầu thủ bóng đá từng thi đấu ở vị trí tiền vệ tại Football League cho Burnley và Sunderland. Ông có 2 lần khoác áo cho U-23 Anh khi là cầu thủ của Burnley, và 1 lần cho đội tuyển quốc gia, vào ngày 5 tháng 1 năm 1966 trong trận hòa 1 – 1 cùng với Ba Lan, vào sân muộn từ ghế dự bị thay cho Bobby Charlton bị chấn thương.
Harris mất vì bệnh ung thư vào ngày 10 tháng 2 năm 2014.

## Danh hiệu
Burnley
- Vô địch Football League First Division: 1959-60
- Á quân Cúp FA: 1962